# Parafia Podwyższenia Krzyża Świętego w Czaszynie

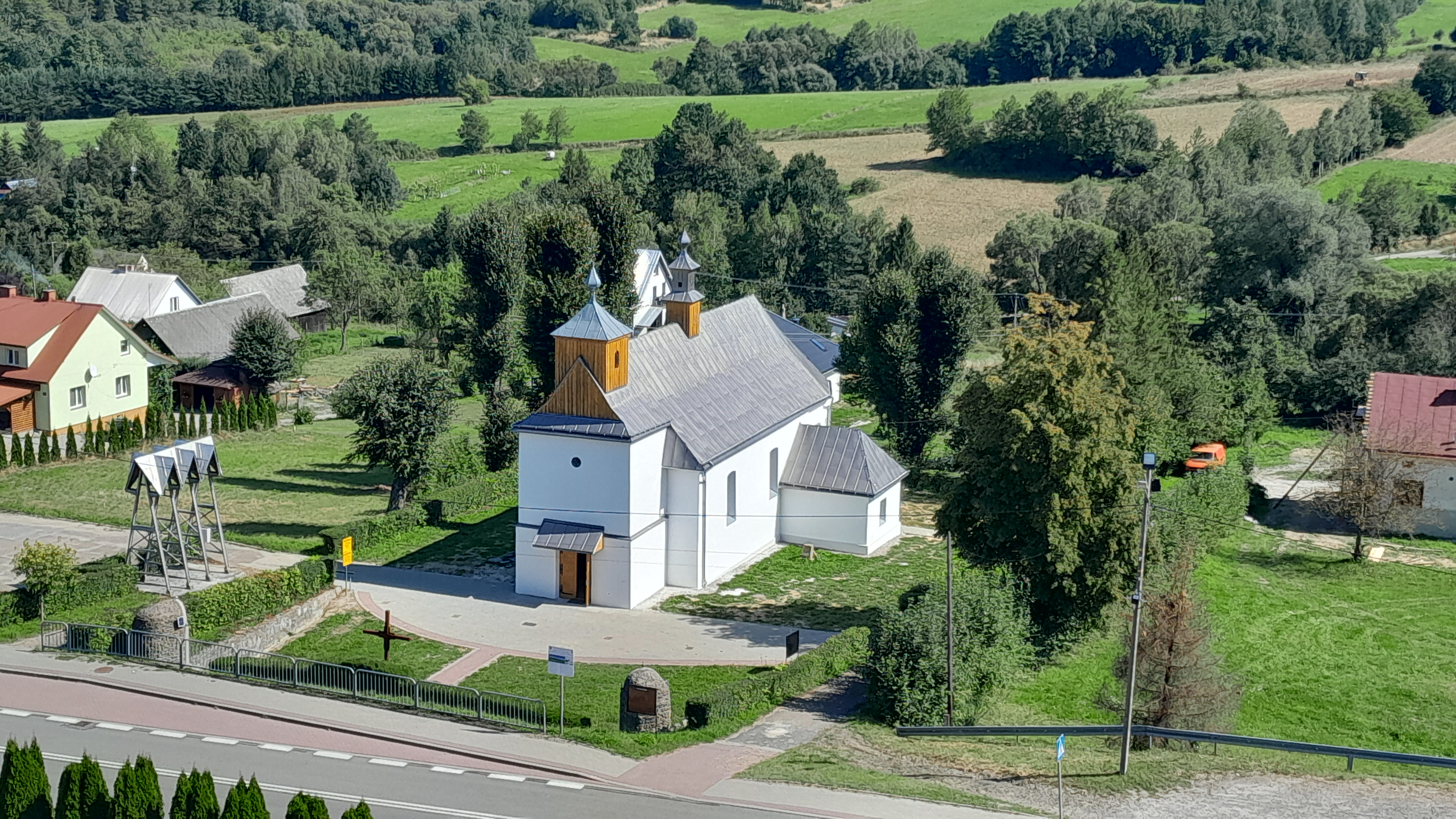
Dawna cerkiew i kościół

Parafia Podwyższenia Krzyża Świętego w Czaszynie – parafia rzymskokatolicka w dekanacie Rzepedź archidiecezji przemyskiej.

## Historia
Czaszyn jest wzmiankowany w źródłach od I połowy XV wieku. W latach 1825–1835 została zbudowana murowana cerkiew św. Mikołaja, z fundacji Apolonii Łępkowskiej. 
W latach 1717–1822 w Czaszyńskim dworze msze święte odprawiali karmelici z Zagórza. Na początki XX wieku powstały myśli o budowie kościoła, ale proboszcz z Poraża ks. Antoni Marcinek nie zgodził się. Po wysiedleniu grekokatolików, cerkiew została zaadaptowana na kościół rzymskokatolicki. 
28 listopada 1952 roku dekretem bpa Franciszka Bardy została erygowana ekspozytura, z wydzielonego terytorium parafii w Porażu. 29 sierpnia 1953 roku przybył pierwszy proboszcz ks. Zygmunt Skrętkowski. 12 maja 1954 roku z powodu ingerencji władz państwowych, został zmuszony do opuszczenia parafii, ale później powrócił. 7 września 1958 roku kardynał abp Stefan Wyszyński ustanowił św. Mikołaja patronem parafii. W 1960 roku oddano do użytku plebanię. 
W 2004 roku rozpoczęto budowę nowego murowanego kościoła. 2 kwietnia 2006 abp Józef Michalik wmurował kamień węgielny. 18 września 2011 roku odbyła się konsekracja, której dokonał przez abp Józef Michalik.
Na terenie parafii jest 1 245 wiernych (w tym: Czaszyn – 1 161, Brzozowiec – 50).

## Proboszczowie
- 1953–1963. ks. Zygmunt Skrętkowski (ekspozyt)[7][8]
- 1963–1967. ks. Władysław Janowski (wikariusz ekonom)[9]
- 1967–1986. ks. Roman Woźniak[10][11]
- 1986–1993. ks. Jan Krupiński
- 1993 – nadal ks. Marek Figura[12]

## Relikwie
W kościele Podwyższenia Krzyża Świętego w Czaszynie znajdują się relikwie czwórki świętych oraz błogosławionej rodziny w postaci kropli ich krwi:
- Świętego Jana Pawła II, od 2006 roku
- Świętej siostry Faustyny Kowalskiej, od 24 października 2018 roku
- Świętego Ojca Pio, od 2019 roku
- Błogosławionej rodziny Ulmów, od 10 marca 2024 roku
- Świętej Rity z Cascii, od 22 listopada 2024 roku

## Galeria relikwii

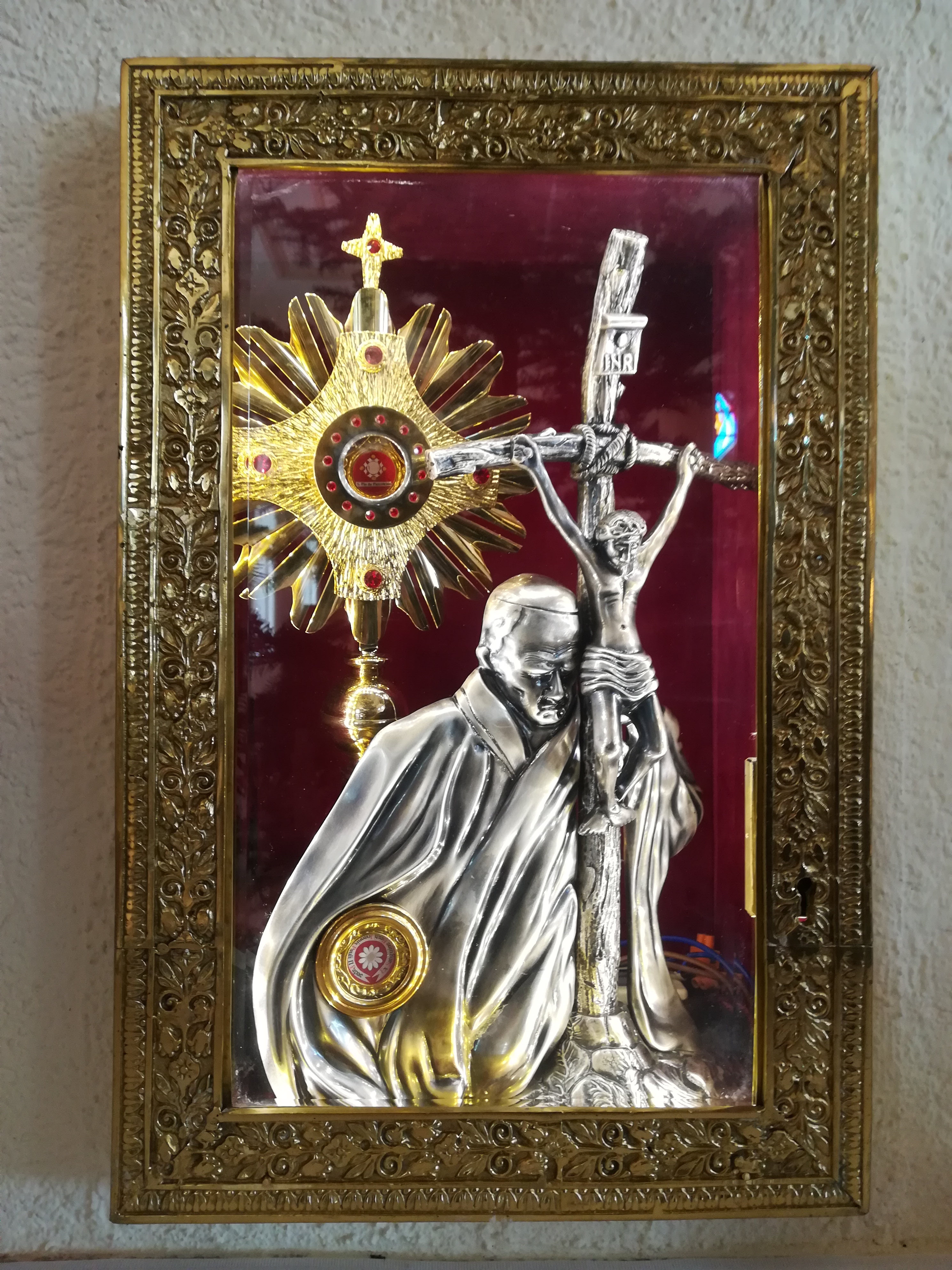
Relikwie św. Jana Pawła II
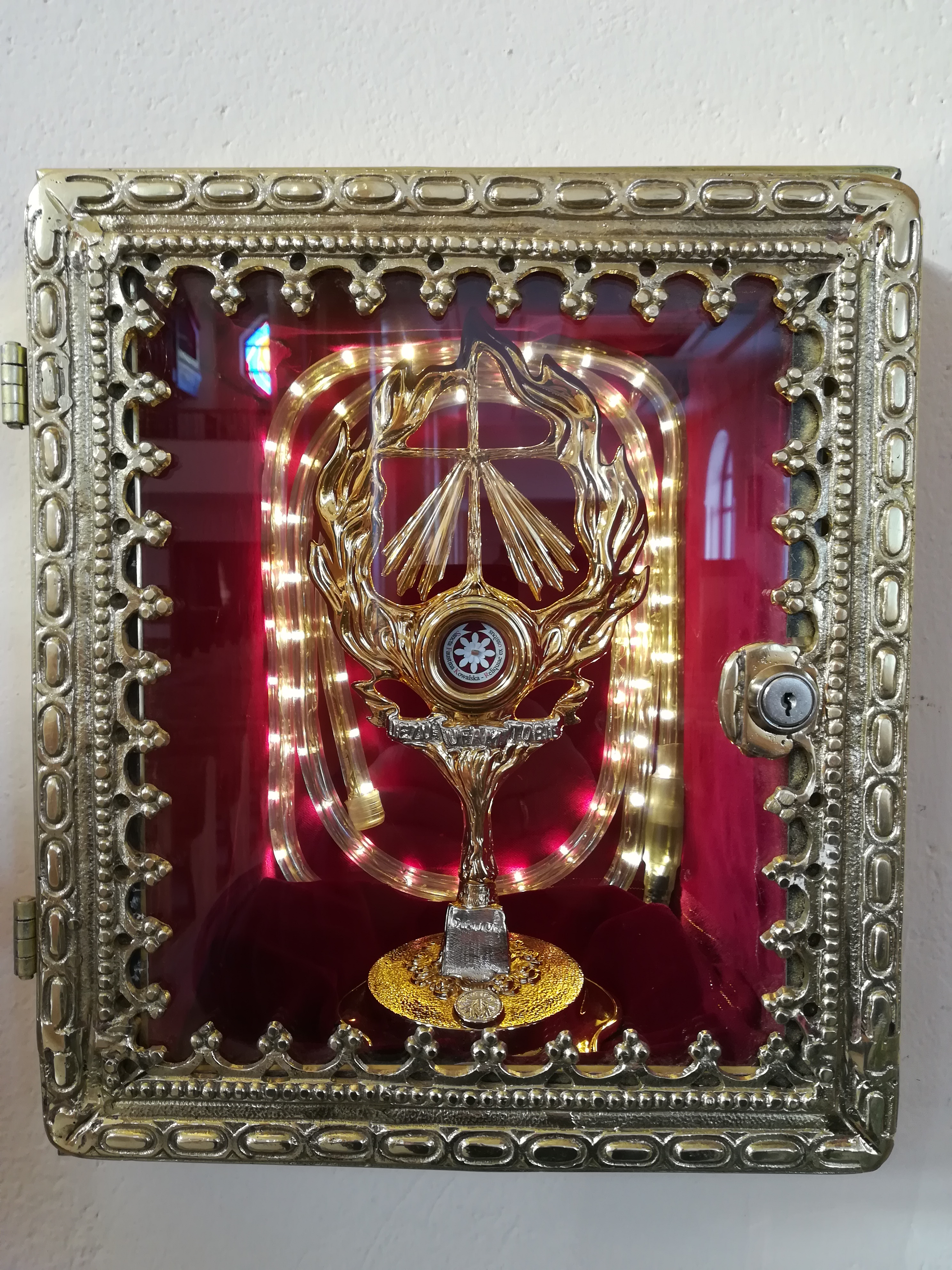
Relikwie św. Faustyny Kowalskiej
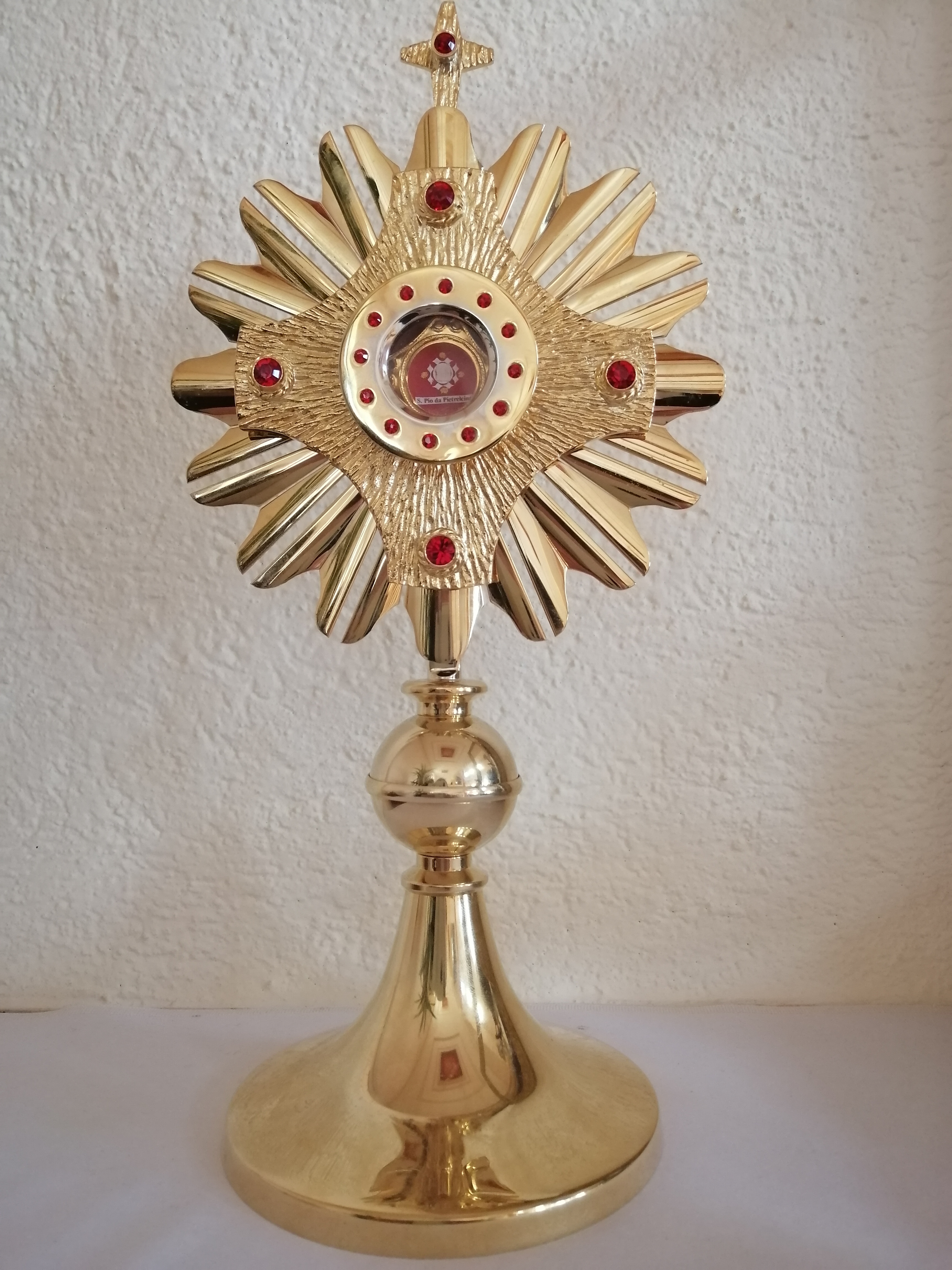
Relikwie św. Ojca Pio
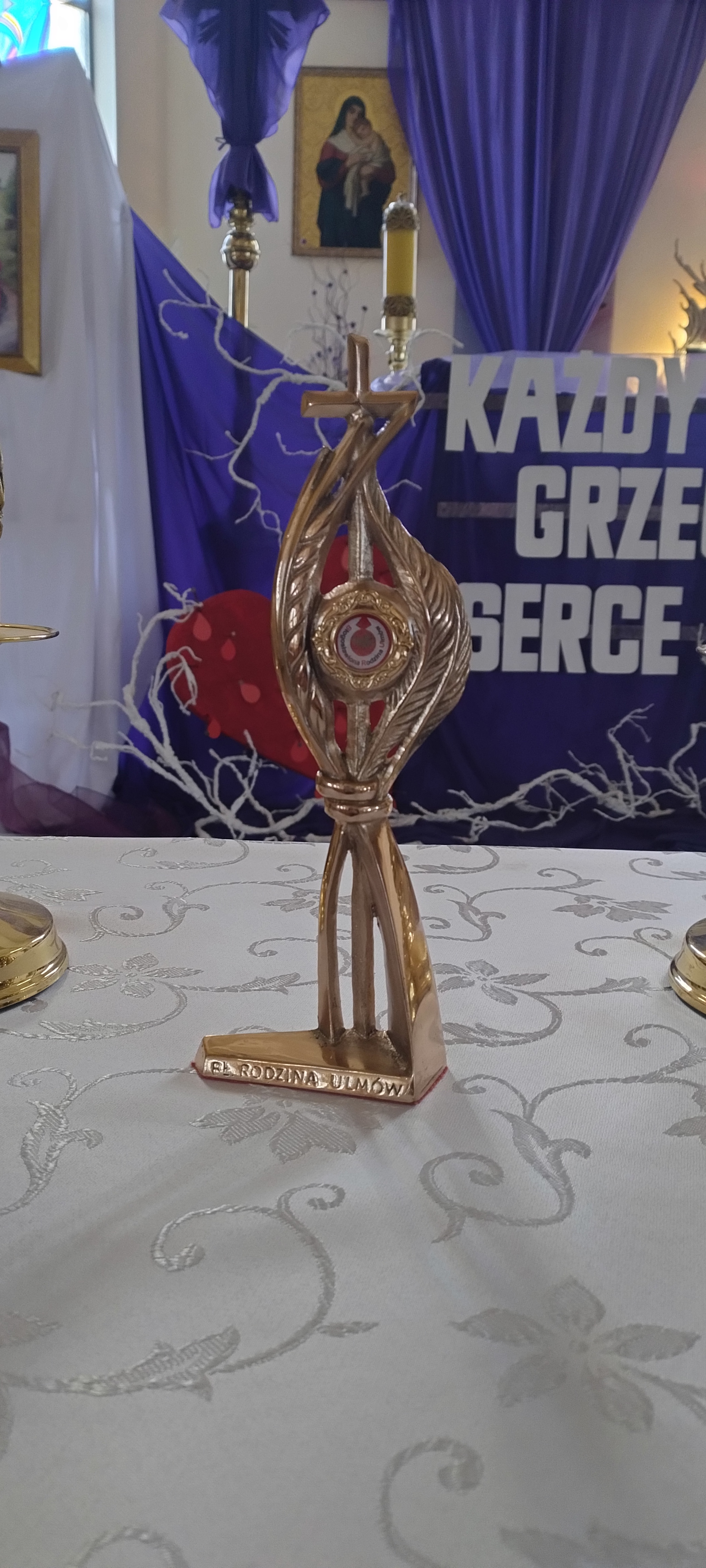
Relikwie Błogosławionej Rodziny Ulmów
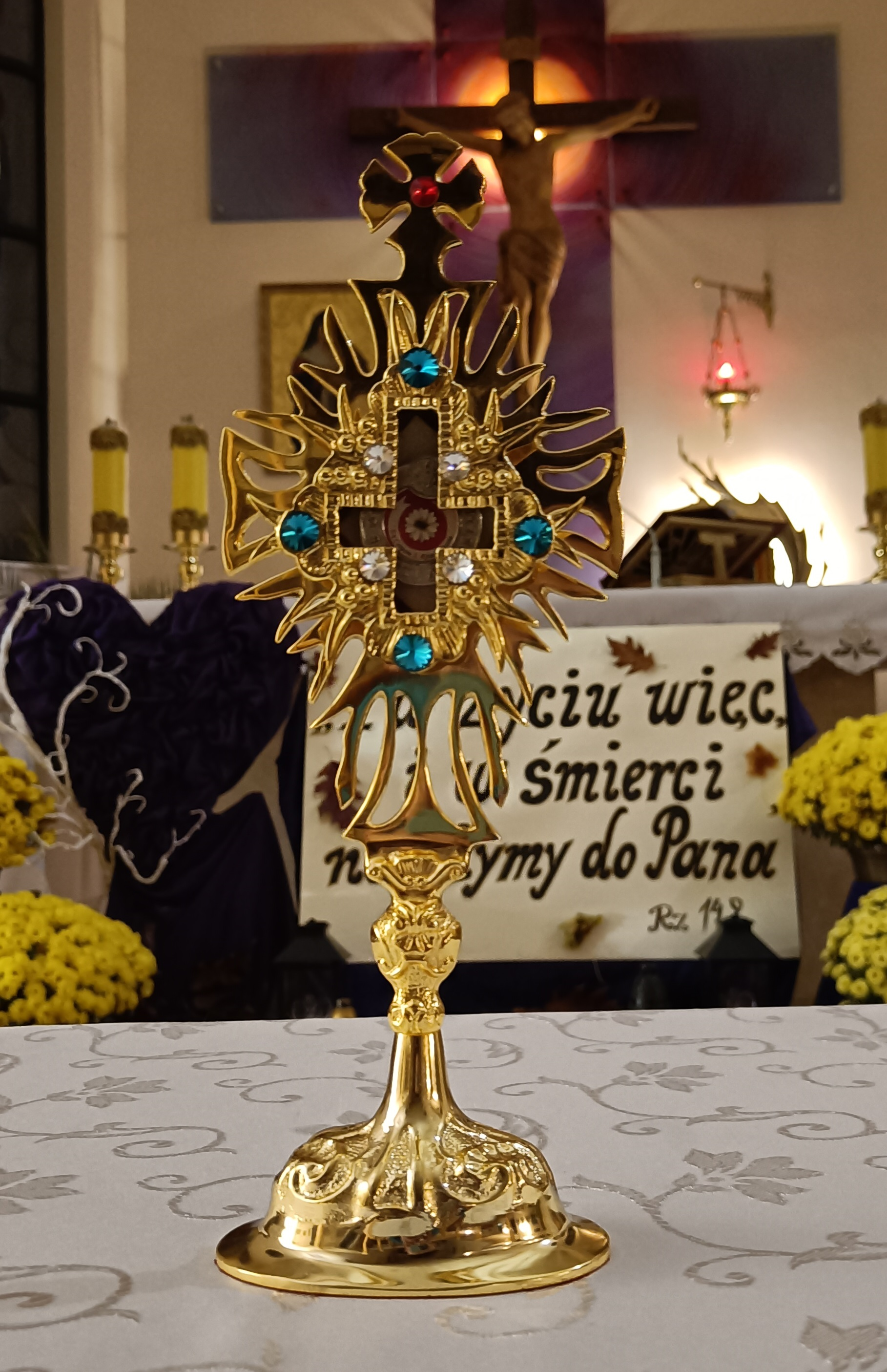
Relikwie Świętej Rity z Cascii